# نشریه خون
نشریه خون (به انگلیسی: Blood journal) یکی از نشریه‌های منتشر شده پیرامون خون‌شناسی بر اساس داوری همتا توسط انجمن خون‌شناسی آمریکا (به انگلیسی: American Society of Hematology یا ASH) می‌باشد. نشریه خون پر خواننده‌ترین نشریه پیرامون خون‌شناسی در سطح جهان می‌باشد، این نشریه نخستین بار توسط ویلیام دیمشک یکی از نخستین و برجسته‌ترین اعضای این انجمن و سرپرست آن (در سال ۱۹۶۴)، در سال ۱۹۴۶ منتشر گشت.